# Кузденбаева, Раиса Салмаганбетовна
Раиса Салмаганбетовна Кузденба́ева (каз. Райса Күзденбаева; 3 апреля 1942) — казахстанский учёный-фармаколог.
Профессор, Академик Национальной академии наук Республики Казахстан, член-корреспондент академии медицинских наук Республики Казахстан и Академии профилактической медицины, председатель фармакологического комитета Республики Казахстан, основатель собственной школы фармакологов.

## Биография
Родилась 3 апреля 1942 года, казашка.
В 1965 году окончила лечебный факультет Актюбинского государственного медицинского института.
1965—1971 гг. — Аспирант, ассистент, доцент Актюбинского государственного медицинского института.
В 1968 году в Москве защитила кандидатскую диссертацию на тему: «Влияние некоторых индоцилалкиламинов на свертывающую систему крови».
В 1981 году в Москве защитила докторскую диссертацию на тему: «Фармакологическое изучение особенностей действия анаболических веществ при различном характере питания».
1971—1983 гг. — Заведующий кафедрой фармакологии, профессор (1983).
с 1994 г. — член-корреспондент Национальной академии наук Республики Казахстан, академик Академии профилактической медицины Республики Казахстан.
с 1994 г. — директор Актюбинского регионального филиала государственного научно-профилактического центра «Медстандарт».
с 2005 г. — директор Фармакологического центра «Национальный центр экспертизы лекарственных средств, средств медицинского назначения и медицинской техники Республики Казахстан».

## Работы
Автор 30 изобретений, нескольких монографий, более 500 научных работ. Наиболее известные из них: «Антикоагулянты прямого действия», «Характер питания и антиоксидантная активность фитопрепаратов», «Ноотропные средства в профилактике и лечении тромбоэмболических осложнений после пульмонэктомии», «Способ лечения антифосфолипидного синдрома у беременных», «Способ получения масла из корня лопуха» и др.
С 1994 г. под руководством Р. Кузденбаевой начата разработка нового направления научно-исследовательской работы по созданию и изучению лечебно-профилактических свойств препаратов из местного растительного сырья. В результате получено 11 оригинальных фитопрепаратов: «Масло солодки», «Крапивное масло», полифитовое масло «Шукур май» и др.

## Награды
В 2001 году была удостоена Государственной премии Казахстана. Во времена СССР была награждена орденом «Знак Почёта». Позднее награждалась орденами и медалями независимого Казахстана.